# Springfield Township (comté d'Allen, Indiana)
Pour les articles homonymes, voir Springfield Township.
Springfield Township est un township du comté d'Allen, dans l’Indiana, aux États-Unis.